# 詹姆斯里弗瓦利鎮區 (北達科他州迪基縣)
詹姆斯里弗瓦利鎮區（英語：James River Valley Township）是位於美國北達科他州迪基縣的一個鎮區。

## 地方資料
詹姆斯里弗瓦利鎮區的面積為74.07平方千米，皆為陸地。根據2020年美國人口普查的數據，當地共有人口33人，而人口密度為每平方千米0.45人。